# Васильевская (Житьёвское сельское поселение)
Васильевская — деревня в Сямженском районе Вологодской области.
Входит в состав Житьёвского сельского поселения, с точки зрения административно-территориального деления — в Житьёвский сельсовет.
Расстояние по автодороге до районного центра Сямжи — 9,5 км, до центра муниципального образования Житьёва — 6,5 км. Ближайшие населённые пункты — Пешковская, Яковлевская, Слободка, Андреевская, Угол.
По переписи 2002 года население — 3 человека.